# Рельєз-Веллі (Каліфорнія)
Рельєз-Веллі (англ. Reliez Valley) — переписна місцевість (CDP) в США, в окрузі Контра-Коста штату Каліфорнія. Населення — 3354 особи (2020).

## Географія
Рельєз-Веллі розташований за координатами 37°56′24″ пн. ш. 122°6′10″ зх. д. / 37.94000° пн. ш. 122.10278° зх. д. (37.939919, -122.102695).  За даними Бюро перепису населення США в 2010 році переписна місцевість мала площу 6,12 км², уся площа — суходіл.

## Демографія
Згідно з переписом 2010 року, у переписній місцевості мешкала 3101 особа в 1244 домогосподарствах у складі 902 родин. Густота населення становила 507 осіб/км².  Було 1300 помешкань (212/км²).
Расовий склад населення:
| - 86,8 % — білих - 7,5 % — азіатів - 1,0 % — чорних або афроамериканців - 0,1 % — вихідців з тихоокеанських островів - 0,1 % — корінних американців - 1,0 % — осіб інших рас |

До двох чи більше рас належало 3,5 %. Частка іспаномовних становила 6,2 % від усіх жителів.
За віковим діапазоном населення розподілялося таким чином: 19,4 % — особи молодші 18 років, 58,0 % — особи у віці 18—64 років, 22,6 % — особи у віці 65 років та старші. Медіана віку мешканця становила 50,5 року. На 100 осіб жіночої статі у переписній місцевості припадало 93,8 чоловіків;  на 100 жінок у віці від 18 років та старших — 91,5 чоловіків також старших 18 років.
Середній дохід на одне домашнє господарство  становив 199 001 долар США (медіана — 133 750), а середній дохід на одну сім'ю — 240 112 долари (медіана — 138 221). За межею бідності перебувало 3,3 % осіб, у тому числі 2,9 % дітей у віці до 18 років та 3,6 % осіб у віці 65 років та старших.
Цивільне працевлаштоване населення становило 1754 особи. Основні галузі зайнятості: науковці, спеціалісти, менеджери — 20,3 %, роздрібна торгівля — 15,1 %, освіта, охорона здоров'я та соціальна допомога — 13,8 %.